# El demonio (ópera)
El demonio (título original en ruso, Демон, Demon) es una ópera en tres actos con música de Antón Rubinstein y libreto en ruso de Pável Viskovátov, basado en un poema de Mijaíl Lérmontov. Se estrenó en el Teatro Mariinski de San Petersburgo el 25 de enero (fecha antigua: 13 de enero) de 1875, con dirección de Eduard Nápravník, habiéndola compuesto en 1871-1874.	

## Historia
El poema de Lérmontov fue prohibido como sacrílego hasta 1860. Su popularidad y su espeluznante historia hacían de él un candidato excelente para un libreto de ópera, y Rubinstein elaboró un primer esbozo del libreto en que se basó Viskovátov para escribir el texto final.
Rubinstein invitó a diversos músicos del grupo conocido como Los cinco, así como el crítico Vladímir Stásov a una audiencia privada de la ópera en septiembre de 1871, donde los asistentes no consideraron el trabajo favorablemente. A pesar de ello, algunos motivos melódicos de El demonio inspiraron motivos parecidos en Jovánschina de Músorgski y Eugenio Oneguin de Chaikovski.
La ópera se estrenó en el Teatro Mariinski de San Petersburgo, el 25 de enero de 1875, dirigida por Eduard Nápravník. La escenografía fue de Mijaíl Bocharov, Matvéi Shishkov, y Lagorio. El estreno en Moscú fue en el año 1879 en el  Teatro Bolshói, dirigida por Enrico Bevignani.
La ópera recibió 100 representaciones en la primera década después de su composición. Su primera actuación en París fue en mayo de 1911, y los críticos consideraron que la ópera estaba anticuada.
La ópera fue publicada por V. Bessel y compañía, de San Petersburgo, en 1876. Se hizo una nueva edición en 1968 por Muzgiz, Moscú.	
En las estadísticas de Operabase aparece con sólo 5 representaciones en el período 2005-2010. Antón Rubinstein compuso 17 óperas y esta es la única que ha seguido interpretándose con posterioridad, siempre como una rareza.

## Análisis musical
Tiene una música encantadora, pero durante la mayor parte del tiempo carece de vuelo dramático. Rubinstein muestra en su música que hizo un gran trabajo absorbiendo los estilos de otros compositores como demostraron ciertos hechos: por ejemplo, el muy weberiano uso del acorde de séptima disminuida cuando hace referencia al demonio como un diablo vivo. No le faltan, ciertamente, ocurrencias melódicas, su estructura y manipulación de los efectos (el demonio y sus invitados, las huestes seráficas, los guerreros, las fiestas de boda, están presentes) son de seductora eficacia, la economía de tiempo en cada acto, segura y estricta.